# Jetel plazivý

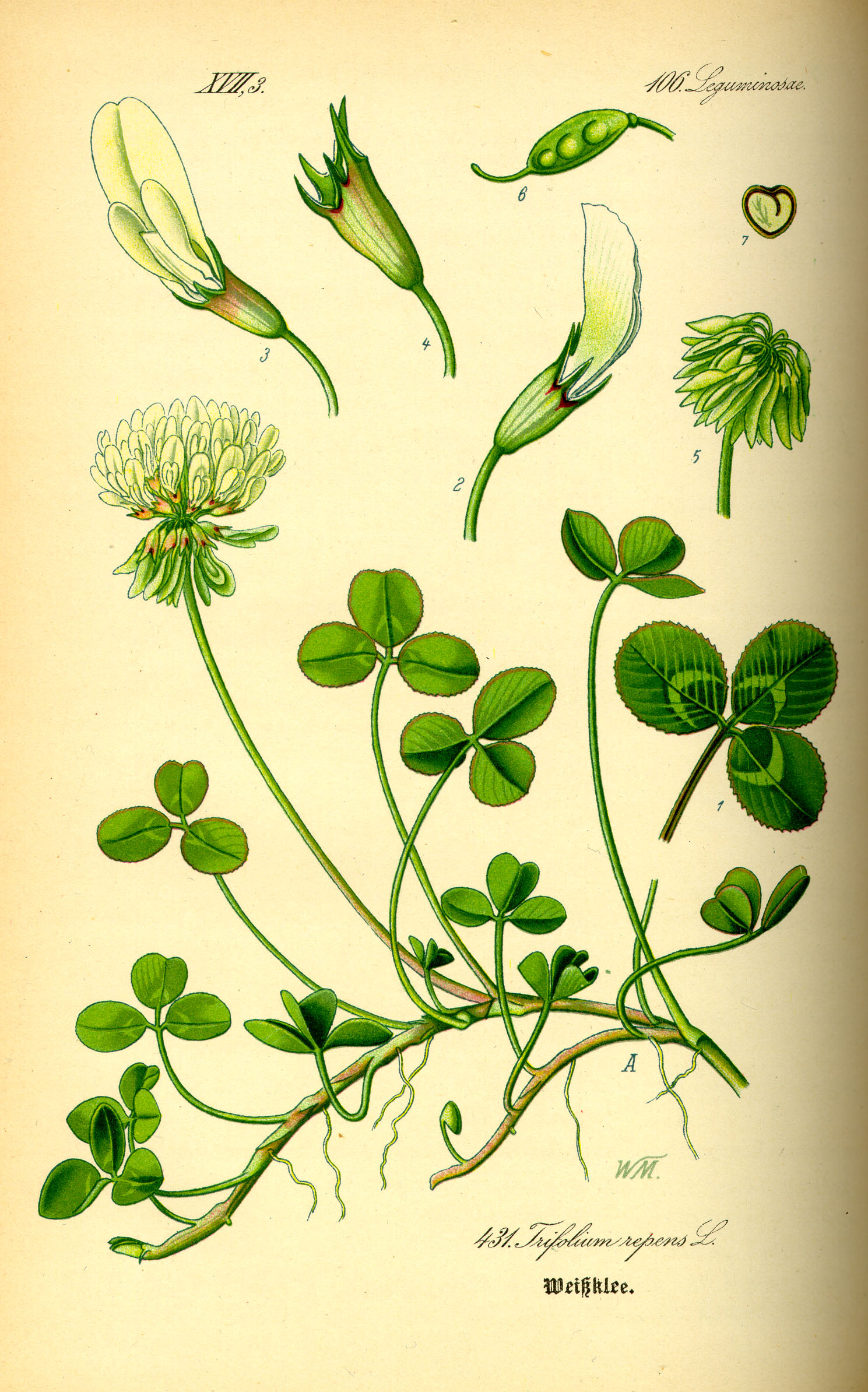
Zobrazení jetele plazivého

Jetel plazivý (Trifolium repens) je plazivá nebo poléhavá, bíle kvetoucí bylina pěstována pro svou vysokou krmnou hodnotu. Je jednou z nejdůležitějších jetelovin a je téměř kosmopolitním druhem. Původní areál výskytu zahrnuje Evropu, oblasti Sibiře, Kavkazu, Jihozápadní a Střední Asie včetně Severní Afriky. V současnosti je rozšířen, samovolně nebo úmyslně, téměř po celém světě. V České republice se hojně vyskytuje po celém území.

## Ekologie
Hemikryptofyt přirozeně rostoucí na vlhčích loukách, zamokřených polích, v lužních lesích, pobřežních křovinách, příkopech, po okrajích cest i v zahradách od nížin až do horských poloh. Dobře se mu daří na nezastíněném místě ve vlhké, hluboké, písčito hlinité nebo jílovité, slabě kyselé í mírně zásadité půdě bohaté na živiny. Díky svému nízkému vzrůstu dobře snáší sešlapávání a roste i na narušovaných místech. Je rostlinou cizosprašnou, opylovačem bývá především včela medonosná. Dobu kvetení mívá od května do října.
Květenství se vytváří po pokosení nebo po vypasení porostu opakovaně, svým vitálním růstem zvyšuje výnosy druhé a třetí seče. Pastva a časté kosení (třikrát ročně) prodlužují jeho vytrvalost na stanovišti, při jednosečném využívání nebo mulčování z porostů ustupuje. Po zasetí se vyvíjí pomalu a v prvém roce i málo kvete, teprve ve druhém či třetím roce dosahuje plné výnosnosti. Z jara obrůstá velmi brzy a patří mezi jeteloviny vyznačující se dobrou produkci po celou vegetační dobu. Většinou roste na pastvinách a loukách ve společnosti trav.
Na kořenech jetele plazivého jsou symbiotické hlízkové bakterie Rhizobium trifolii, poutající vzdušný dusík v množství 60 až 110 kg na 1 ha půdy v závislosti na množství jetele plazivého v porostu. Na některých místech bývá rostlina parazitována cizopasnou, nezelenou rostlinou zárazou menší (Orobanche minor), která odčerpává živiny z jejího těla a tím podstatně omezuje její růst i tvorbu květů.

## Popis
Víceletá, 10 až 30 cm vysoká bylina s kůlovitým, větveným kořenem a plazivým nadzemním oddenkem, ze kterého do všech stran odbočují plazivé nebo poléhavé a na vrcholu vystoupavé, článkované, až 30 cm dlouhé lodyhy, které v uzlinách koření. Z uzlin také vyrůstají, na řapících dlouhých 10 až 25 cm, trojčetné listy se srostlými palisty, které pochvovitě obepínají řapík. Poměrně velké, blanité, na vrcholu zašpičatělé palisty jsou bělavé a mají červenofialovými žilkování. Lístky trojčetných (výjimečně čtyřčetných) listů jsou téměř přisedlé, obvejčité až srdčité, 1 až 2 cm dlouhé, na bázi klínovité a na vrcholu uťaté nebo plytce vykrojené. Mají výraznou střední žilku, po obvodě jsou jemně zoubkované a na lícní straně mívají bělavou nebo nazelenalou skvrnu.
Z uzlin lodyh vyrůstají na stopkách, delších než jsou řapíky listů, kulovitá květenství hlávky. Jsou asi 2 cm velké a bývají tvořené 40 až 80 drobnými, vonnými květy dlouhými 8 až 13 mm. Oboupohlavné, krátce stopkaté květy s drobnými listeny jsou během kvetení zbarveny obvykle bíle až krémově, po odkvětu hnědnou a svěšují se dolů. Pětičetný kalich je zvonkovitý, lysý, bělavý s deseti nazelenalými žilkami, má asi 2 mm dlouhou trubku a nestejně dlouhé kopinaté cípy, dva horní jsou delší. Koruna pěti lístky je téměř dvojnásobně dlouhá, bílá, krémová, řidčeji nazelenalá nebo narůžovělá, po odkvětu světlehnědá, elipsovitou pavézu má o třetinu delší než křídla srostla s člunkem.
Plodem je podlouhlý, zploštělý, asi 3 mm dlouhý a 1,5 mm široký, tenkostěnný lusk s vytrvalým kalichem a hákovitým výčnělkem, ve zralosti se rozpadá dvěma chlopněmi.. Obsahuje dvě až čtyři nepravidelně srdčitá semena s hladkým, slabě lesklým povrchem, nejdříve jsou zelenožlutá a ve zralosti hnědá. Bývají dlouhá 1,5 a široká 1 mm, hmotnost tisíce semen je asi 0,65 gramů.
Druh je proměnlivý ve velikosti rostliny a listů, délce řapíku a barvě květů. Je popsáno mnoho forem a variet, mimoto bylo vyšlechtěno i hodně kultivarů přizpůsobených různým klimatickým i půdním podmínkám.

## Obsahové látky
Květy jetele plazivého obsahují glykosid tricholin, dále třísloviny, kyselinu oxalovou, kumarinovou a salicylovou, flavonoidy a pryskyřice.

## Význam
Jetel plazivý patří k základním kulturním druhům jetelovin, využívá se v trvalých travních porostech (pastva) a na orné půdě (jetelotravní směs). Pěstuje se jako součást krátkodobých nebo vytrvalých trávních porostů, méně často jako monokultura. Zakládání porostů se děje výsevem do krycí plodiny na orné půdě (krátkodobé směsi s travami), podsevem do žita a ovsa na pozdně letní a podzimní zelené krmení nebo výsevem bez krycí plodiny (luční a pastevní směsi, okrasné trávníky).
Kvalita krmiva z jetele plazivého je lepší než u jetele lučního, tolice vojtěšky nebo vičence ligrusu, výnosově je však slabší. Píce ním je za suchého počasí šťavnatější a bývá dobytkem raději přijímána než trávy, má dále dobrou stravitelnost, vysoký obsah dusíkatých látek, vápníku, fosforu i draslíku a velkou energetickou hodnotu. Obsahuje však hodně saponinů a málo vláknin a proto krmení s velkým podílem jetele plazivého způsobuje u zvířat nadýmání, jeho ideální množství v krmivu je okolo 25 %. V polních kulturách bývá pěstován nejen jako pícnina, ale i pro zelené hnojení. Rostliny se po vysetí nechají vzrůst, poté jsou zaorány a v půdě zetlí, uvolní přitom živiny a zlepší půdní strukturu.
Jetel plazivý je významnou nektarodárnou rostlinou, která je v mnoha oblastech zdrojem hlavní snůšky včelstev. Jeden květ jetele plazivého vyprodukuje za 24 hodin 0,05–0,4 mg nektaru s cukernatostí 25–59 %. což při průměrném obsahu cukru 40 % představuje denní zisk z rostliny asi 30 mg cukru; výtěžnost světlého medu o vynikající chuti se z 1 ha pohybuje v rozmezí 50 až 200 kg. Druhové medy jetele plazivého jsou známé především z jižní Skandinávie. Jsou světle žluté, jemné a příjemné chuti i vůně a při krystalizaci tvoří hrubé krystaly.
Dále jetel poskytuje opylovačům velké množství pylu, pylové rousky jsou tmavě hnědé. Tvorba nektaru i pylu je závislá na množství dostupné vody v půdě, na odrůdě rostlin a jejich ploidii.

## Galerie

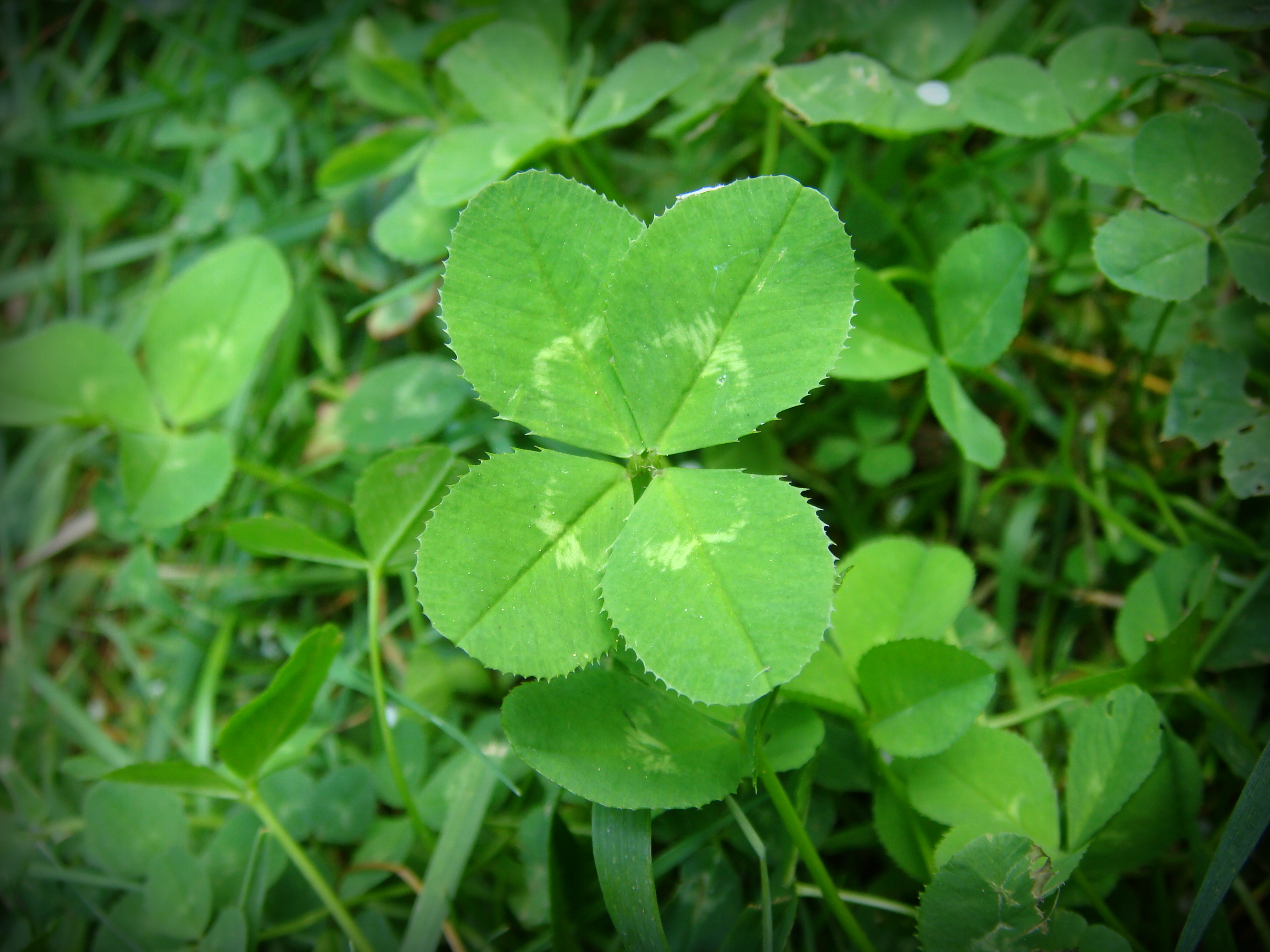
Vzácný čtyřlístek
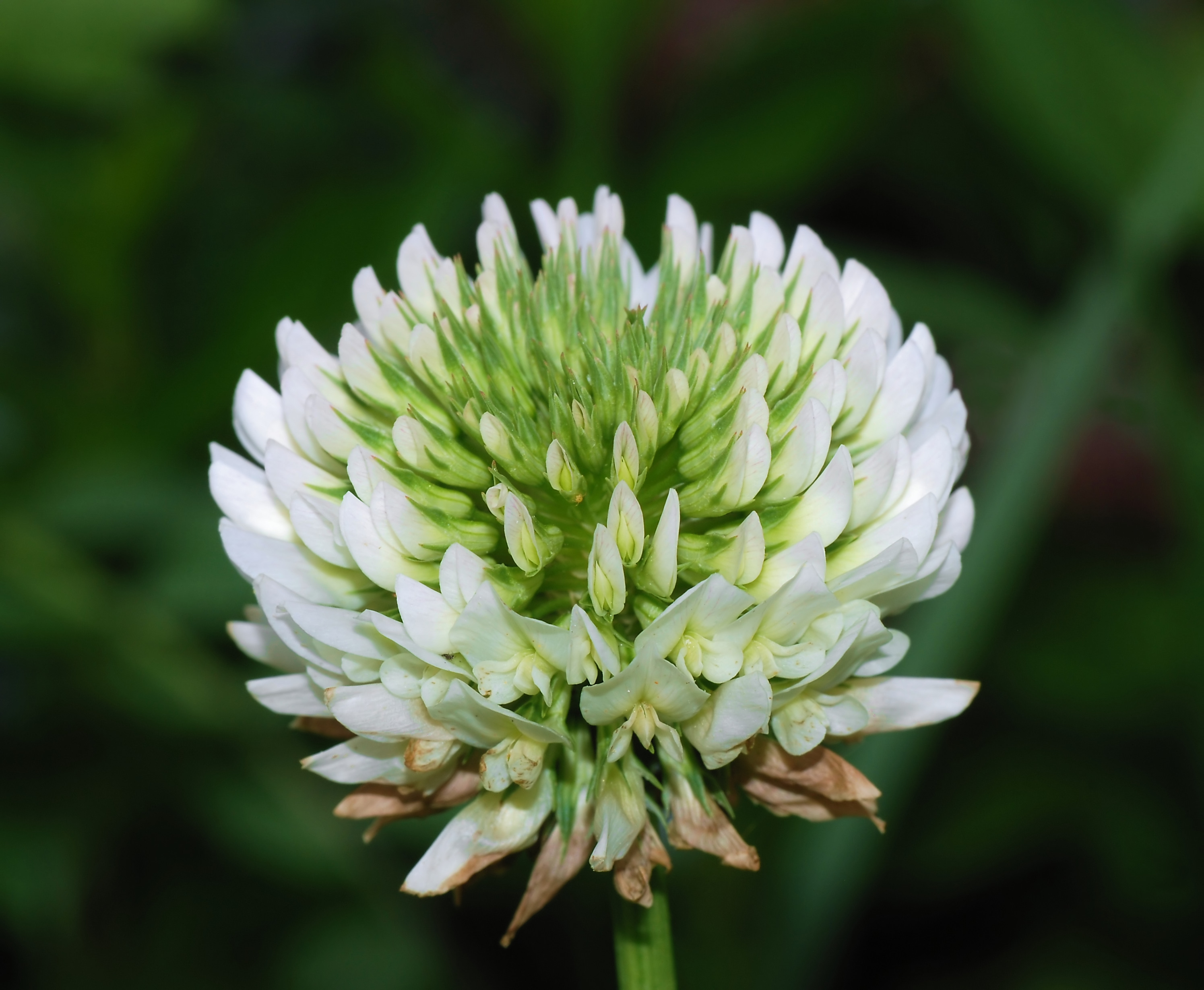
Zpola rozkvetlá hlávka
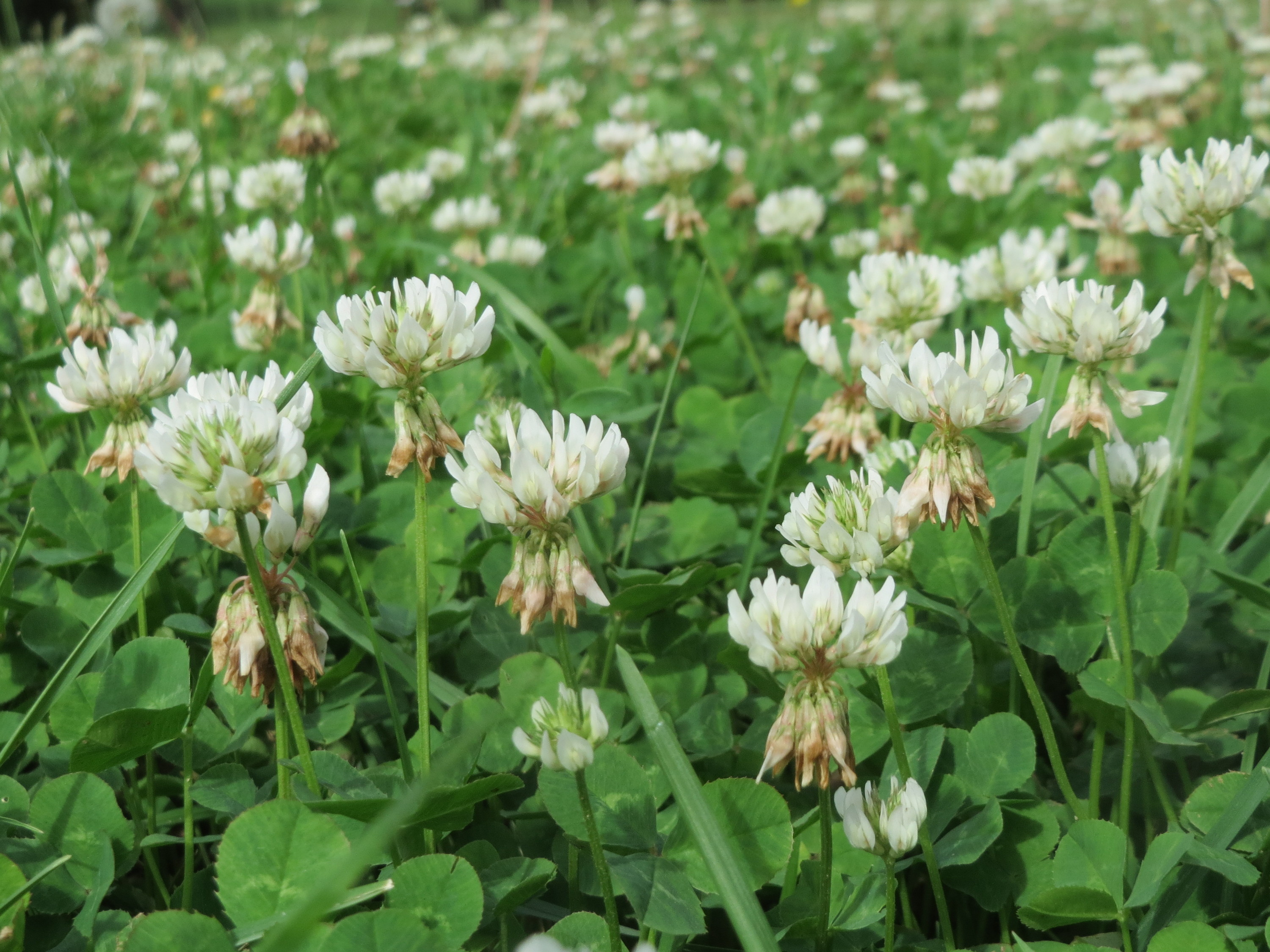
Odkvétající hlávky
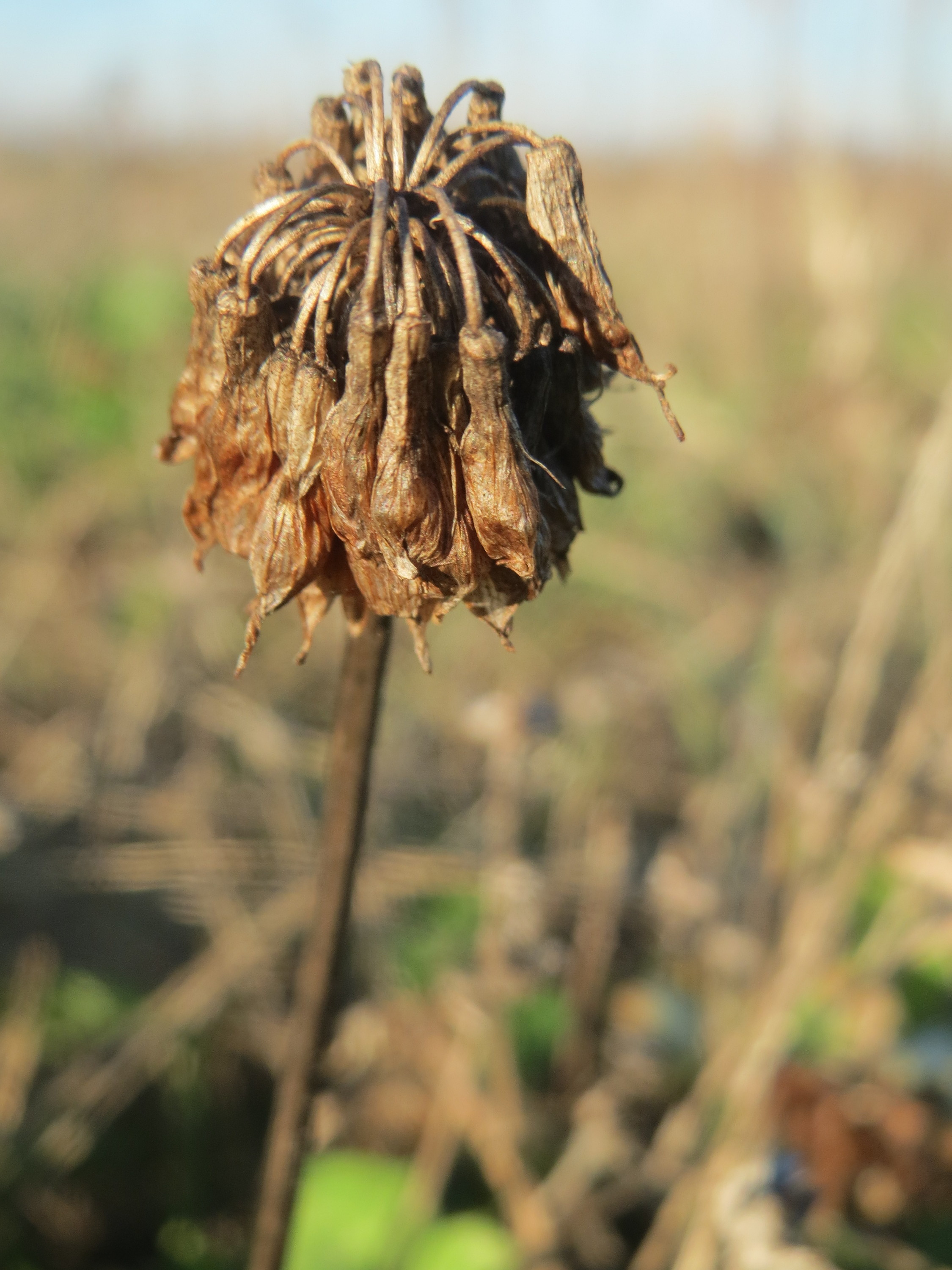
Lusky ve vytrvalých kališích